# Tommaso Avati
Tommaso Avati (Bologna, 16 maggio 1969) è uno sceneggiatore italiano, figlio del regista Pupi Avati.

## Biografia
È laureato in Scienza della comunicazione con una tesi su Robert Altman.
Dopo essere stato aiuto regia per Fabrizio Laurenti e Roberto Riviello, Tommaso Avati scrive la sua prima sceneggiatura, nel 1999, per il film La prima volta, per la regia di Massimo Martella. 
Lavora principalmente con il padre. Ha redatto, anche, i copioni del film Quell'estate e Per non dimenticarti.
Nel 2014 ha vinto il Montreal World Film Festival per la miglior sceneggiatura e nel 2020 ha conquistato il Nastro d'argento al migliore soggetto per il film Il signor Diavolo. 
Ha scritto quattro romanzi, Ogni città ha le sue nuvole, Quasi Tre, Il Silenzio del Mondo, La ballata delle anime inutili; quest'ultimo è ispirato della Comunità ebraica di San Nicandro Garganico e alla figura di Donato Manduzio.

## Filmografia
- La prima volta, regia di Massimo Martella (1999)
- Per non dimenticarti, regia di Mariantonia Avati (2006)
- Quell'estate, regia di Guendalina Zampagni (2008)
- Il bambino cattivo, regia di Pupi Avati (2013)
- Un ragazzo d'oro, regia di Pupi Avati (2014)
- Le nozze di Laura, regia di Pupi Avati (2014)
- Il fulgore di Dony, regia di Pupi Avati (2018)
- Il signor Diavolo, regia di Pupi Avati (2019)
- Lei mi parla ancora, regia di Pupi Avati (2021)
- L'orto americano, regia di Pupi Avati (2024)
- Nato il sei ottobre, regia di Pupi Avati – docufilm (2024)

## Romanzi
- Ogni città ha le sue nuvole edito da Sem
- Quasi Tre edito da Fabbri
- Il Silenzio del Mondo edito da Neri Pozza
- La Ballata delle Anime Inutili edito da Neri Pozza